# Loriculus philippensis
Loriculus philippensis là một loài chim trong họ Psittacidae.